# アリスタゴラス
アリスタゴラス(希: Αρισταγόρας ο Μιλήσιος、ラテン文字転記：Aristagoras）は紀元前6世紀後半から紀元前5世紀初頭のミレトスの指導者である。

## 経歴
アリスタゴラスは紀元前500年頃、アナトリアの西海岸のポリス、ミレトスの副総督の役を務めていた。
彼はモルパゴラスの息子として生まれ、ペルシア人がミレトスの僭主としようとしていたヒスティアイオスの女婿(そして甥)であった。
ヒスティアイオスがスサでペルシア皇帝ダレイオス1世に留めおかれていた間、アリスタゴラスはミレトスを支配した。
アリスタゴラスは、エーゲ海東海岸のイオニアのギリシア人のポリスがペルシア帝国の統治に反抗するため団結することになった、イオニアの反乱の主な黒幕であった。

## ナクソス
ナクソスの追放された市民が避難するためにミレトスに来たことは確かである。
彼らはアリスタゴラスに自らの故国の支配を取り戻してくれるよう、アリスタゴラスに部隊の提供を求めた。
アリスタゴラスは兵を与える代わりに自らをナクソスの支配者にするよう、ナクソス人と取引をした。
彼は、自らは十分な兵士を持っていないが、ダレイオスの兄弟でリビアのサトラップでもあり、アジアの大陸海軍を指揮していたアルタプレネスが兵士の供給に手を貸すだろうと主張した。
ナクソス人はアリスタゴラスにアルタプレネスと取引するのを了承し、彼に資金を与えた。
アリスタゴラスはサルディスに行きアルタプレネスに、アルタプレネスが実質的にはナクソスを支配できることをほのめかしつつ、ナクソスを攻撃し亡命者を帰らしてくれるよう言った。
彼はナクソスが「イオニア海岸に近く、財宝と奴隷に満ちた素晴らしく肥沃な島である」ということを強く主張した。
アリスタゴラスは遠征の資金を供給し、またアルタプレネスに贈与金を渡す事を約束した。
彼はナクソスを占領することは他のキクラデス諸島のポリスを支配下に置くことにもなろうし、エウボイア攻撃の基地にもなるだろうとも言い、アルタプレネスを誘惑した。アルタプレネスは同意し、200隻の船を送ることを約束した。
次の春、アリスタゴラスとナクソス人亡命者は艦隊で出港した。アリスタゴラスとメガバテス提督とが口論になり、そのためメガバテスはナクソスに艦隊が着ていることをナクソスに知らせた。これによりナクソスは包囲攻撃に対する準備の時間を得た。
4ヵ月後でもまだ包囲戦は終わらず、ペルシア人の物資と資金はほぼ尽きた。遠征は失敗し、彼らは船で故郷へと帰った。

## イオニアの反乱
ナクソスの失敗は、アリスタゴラスの政治的立場を危うくした。アリスタゴラスはペルシア人の激怒から免れようとする一心で、彼はミレトス人と他のイオニア人と共に反乱を計画し始めた。一方ヒスティアイオスは未だサルディスに留めおかれていた。彼はそこで奴隷の剃られた頭にメッセージを入れ墨していた。髪が生えそろうと、彼は奴隷をアリスタゴラスの元へと行かせた。
メッセージはアリスタゴラスに反乱を起こすようにというものであった。ヒスティアイオスは再びミレトスを目にするのに必死であり、ダレイオスにナクソスの反乱に対処するために自らを行かせて欲しいことを希望した。すでに反乱を決意したアリスタゴラスは紀元前499年ミレトスで反乱に同意した支持者と共に会議を開いた。アリスタゴラスは歴史家ヘカタイオスを除く大部分の市民によって支持された。彼はペルシアの艦隊指揮官を捕らえるため男たちをミュウスに送った。それから、彼は同盟国を求めてラケダイモンに旅立った。

## スパルタの援助
アリスタゴラスは、スパルタ王クレオメネス1世にペルシアのくびきを打ち払うのを助けてくれるよう嘆願した。彼はスパルタ軍の強さを賞賛し、ペルシアが先手を打って侵略してくるだろうと論じた。彼はペルシア兵が「ズボンをはき帽子をかぶって」戦うような兵士であるから、これを破るのは容易であろうと主張した。また彼はペルシアの富の豊かなことを挙げて王を誘惑した。クレオメネスはアリスタゴラスに2日返事を待つように言った。
次に彼らが会った時、クレオメネスはアリスタゴラスにスサに着くにはどれくらい長くかかるかを尋ねた。それが3ヶ月かかることを知るや否や、彼はそんなにスパルタを空けたままには出来ないと言い、スパルタの援助は与えられないと拒否した。その時スパルタはアルゴス人からの攻撃に専念していたのだ。ギリシアの歴史家ヘロドトスは、アリスタゴラスは賄賂でクレオメネスを買収しようとしたが、王の若い娘による言葉で防がれたと書いている。アリスタゴラスは一つ目の事業が失敗したので、スパルタを去った。

## サルディス炎上
アリスタゴラスは次にアテナイに行った。そこで彼は「自らの立場から、どのようなことでも応ずる」と約束し、説得力のある演説をした。味方に引き入れられ、アテナイ人はイオニアに艦隊を送った。そしてアリスタゴラスはダレイオスを刺激するという唯一の意図で彼らに先行した。アテナイ人はエレトリアの三段櫂船20隻と他の国の5隻の三段櫂船を率いミレトスに到着した。彼のすべての同盟軍が到着すると、アリスタゴラスは遠征隊の責任を兄弟のカロピノスに負わせ、分遣隊全体はイオニアでのペルシアの首都、サルディスへと向かった。拠点としてエフェソスを使い、陸軍はサルディスへと向かった。そして彼らは何の抵抗も受けずに都市を攻略し、サトラップ・アルタプレネスと彼の軍をアクロポリスに追い込むことに成功した。イオニア人は街に火をつけ、故意ではなかったがリュディアのキュベベ女神の神殿をも燃やしてしまった。そのことは後にペルシア人がギリシアの神殿を焼き払うことへの弁解として使われることとなった。ペルシアの増援が到着し始めると、イオニア人はトモロスに後退した。増援隊はイオニア人を追撃し、エフェソスの近くで追いつき彼らを散々に打ち破った。
この戦いの後、アテナイ人はイオニアの反乱内で戦い続けることを拒否し、アテナイに戻った。しかしこの戦いの参加のため、ペルシア王ダレイオスはアテネに復讐を誓い、召使に毎日夕食時に3回「主人よ、アテナイ人をお忘れなきよう」と繰り返し言うよう命じた。

## 余波
始め反乱はイオニア人が優勢であったが、形勢は徐々に逆転し、ペルシア人に有利となっていった。僅か一年後に、キプロス人は再びペルシアに服従することとなった。ヘレスポントス周辺の街は次々にダレイオスの女婿、ダウリセスによって落とされていった。カリア人はメアンドロス川でペルシア人と戦ったが、破れて大きな死傷者を出した。アリスタゴラスは自らが起こした大反乱が失敗に終わりそうなのを見て、ダレイオスの怒りから逃れる方法を探し始めた。支援者と会合を開き相談した結果、ミュルキノスがアリスタゴラスが隠れるのに良い場所であろうと決めた。彼は「名士」ピタゴラスにミレトスを任せ、トラキアに出港した。そこで彼は、かつてアテナイが植民市を築こうとしていた場所、ストリモン川付近に植民市を築こうとした。彼は領土を得たが隣の町を包囲中、トラキア人に殺された。
結論として、アリスタゴラスの冒険的企てはほとんど失敗に終わった。彼はナクソスを支配しようとしてし損なったし、スパルタへの説得は失敗したし、ペルシアに対する反乱を成功に導くこともできなかった。しかしこれらの失敗は後の歴史に大きな影響を与えることとなった。ダレイオスのアテナイ人に対する怒りと報復の願望は、後のペルシア戦争の原因となることになったのだ。